# Loxoporetes colcloughi
Loxoporetes colcloughi is een spinnensoort in de taxonomische indeling van de krabspinnen (Thomisidae).
Het dier behoort tot het geslacht Loxoporetes. De wetenschappelijke naam van de soort werd voor het eerst geldig gepubliceerd in 1912 door William Joseph Rainbow.